# 長而黑的影：兒童戀者及他們對尊嚴的追求
《長而黑的影：兒童戀者及他們對尊嚴的追求》（英語：A Long, Dark Shadow: Minor-Attracted People and Their Pursuit of Dignity）是由老道明大學社會和刑事司法學系助理教授艾琳·沃克（Allyn Walker）撰寫的書籍，於2021年6月經加州大學出版社出版，亦是其首本著作。它在美國國內引起爭議，批評者指責沃克鼓吹戀童或兒童性虐待，令校園「更不安全」。從事有關領域研究的學者則反指批評者對書籍內容有誤解。沃克因上述爭議從老道明大學辭任，改於约翰斯·霍普金斯大学任職。

## 寫作背景
2010年，艾琳·沃克在哥伦比亚大学社會工作系取得博士學位，之後任職社会工作者，負責支援性侵害受害者。當時他因其工作性質等因素，假設所有兒童戀者都是罪犯。直到一年後他開始知曉一些兒童戀者不會去侵犯兒童，因此對這一群體產生興趣，著手研究他們。並向曾在This American Life探討相關議題的記者盧克·馬龍（Luke Malone）請教兒童戀者的聯繫方法:53，出席他們線上支援小組的線下聚會。馬龍曾向沃克表示，其關注點有機會引起公眾反彈，而他自身也因此受到公眾批評:53。
及後他從支援小組找來了42名兒童戀者，然後透過電話和線上文字聊天等方式訪問他們，以此為中心編寫本作:53。他從中了解兒童戀者怎樣為自已的性偏好下定身份認同、為何他們不在現實侵犯兒童、他們怎樣確保自己不去侵犯、自身在現實因有關偏好而有何負面對待。沃克自身是個酷兒，所以他在研究過程中對兒童戀者所受的社會排斥身同感受。
沃克表示，這本書的重點有兩個：一是為了減少兒童性虐待的出現，二是為了保障兒童戀者的福址:51。他在著作中為配合支援小組為有關群體所下的標籤，和避免戀童一詞跟性犯罪有關的聯想，而使用「兒童戀者」一詞。他同時強調兒童戀因是一種沒法控制的性偏好，故此沒有道德對錯之分，但行為卻有對錯的分別。及後亦表示社會排斥兒童戀者會讓他們更難得到合適幫助，使他們更認為自身沒能力不去侵犯兒童，損害兩者的福祉。
沃克在著作出版前便擔心其他人會誤解它的主旨，所以便在2021年5月向其同事寫一張備忘，於當中澄清自己不支持任何形式的兒童性虐待。該份備忘先由系主任莫娜·J·E·丹納（Mona J.E. Danner）過目，然後連同書籍概要一起傳給藝術文學院臨時院長喬納森·萊布（Jonathan Leib），再由大學領導層接收。萊布當時認為沃克著作的受眾群大多為非一般公眾，且宣傳力度有限，故外界的反響應該不大。

## 內容
沃克在著作開首探討了兒童戀者的身份認同和用語，並表示戀童這一用語因其「常用於代指性行為本身」的歧義而對研究沒太大用處:19，並探討兒童戀者與LGBTQ+群體的關係及共同面對的困難。之後分析了兒童戀者形成該一身份認同的過程，從中套用特奥登（Troiden）的酷兒身份認同理論框架。同時探討他們出櫃與否的考慮和出櫃時可能面臨的後果，形容兒童戀者「活在雙重生活之中」：一方面他們要像其他人一樣生活，一方面亦要擔心他人知悉自身有關偏好時的後果，從而產生隱瞞自身身份的動機。
接下來則詢問兒童戀者不去侵犯兒童的原因、他們怎樣避免去侵犯兒童、如何面對社會污名。作者從中帶出他們對有關慾望有自控能力，及他們在避免侵犯時所面對的困難。同時寫道一些兒童戀者會以兒童色情製品來滿足性慾，籍此避免侵犯兒童。他雖批評部分有關人士淡化消費兒童色情製品的負面影響，但仍建議把觀賞模擬兒童色情製品視為預防兒童性虐待的潛在有效方法。他在最後寫道，專業人員對該群體的了解不足，使他們尋求協助時得不到適切支援。他指出部分專業人員曾對兒童戀者施行迴轉治療，甚至把他們報上司法部門。認為這些對待方式會損害他們的福祉。並建議應把預防兒童戀者性侵犯的重心放在提升他們的福祉，而非預防犯罪上。

## 評價

### 期刊書評
昆士兰科技大学司法學院教授馬修·巴爾（Matthew Ball）和大学的大衛·謝爾頓（David Sheldon）在《英國犯罪學杂志》和《批判犯罪學》這兩本期刊上皆認同本作具有開創性質，對後世從事相關研究或預防性犯罪時有一定幫助。謝爾頓指出沃克不像其他研究者般注重預防犯罪，而是注重兒童戀者在日常所面對的挑戰。巴爾讚同著作中提到社會對兒童戀者的負面態度會讓他們更有機會去侵犯兒童。巴爾和謝爾頓亦同意《長而黑的影》在兒童色情上的論點，認為其在模擬兒童色情製品上的建議「创新」或「发人深省」。巴爾對《長而黑的影》就現有身份認同理論的應用和批判表示好評。
卡爾頓大學的梅格·D·洛納根（Meg D. Lonergan）在《犯罪、媒体与文化》上寫道，參與爭論的人應讀完這本書才參與，並說道這本書對有關研究領域有一定貢獻，但仍認為研究對象應更具異質性，以全面了解這個群體。他最後總結道，這本書在訪談和表達同情之間取得了平衡。《當代社會學》上的一篇評論認為作者能夠寫出這本書的舉動仍十分勇敢，並指這本書的重心是帶出兒童戀者可以不侵犯兒童，應受理解和有尊嚴地活着。該評論最後總結道，這本著作值得推薦給想從事有關研究的學者閱讀。

### 公眾反應

#### 源起
在《長而黑的影》出版的一個月後，兒童保護團體「Prostasia Foundation」聯繫了沃克，邀請他談論書籍內容。沃克表示當時他已知道「Prostasia Foundation」在社交平台上引起的爭議，但還是為向公眾傳播更多有關兒童戀者的資訊而答應之。2021年11月，「Prostasia Foundation」與艾琳·沃克就書籍內容的交流對談於網上公開後，關注性暴力的網站「4M」便為該片段寫下文章，錯誤指責「Prostasia Foundation」和沃克支持兒童性騷擾，令該著作開始得到公眾注意。隨後該片段於社交媒體上流傳，令《長而黑的影》在美國引起更大爭議。

#### 過程
該些批評者指責沃克以「兒童戀者」這一用語來鼓吹戀童或兒童性虐待，令校園「更不安全」，反對沃克認為「去除與戀童有關的污名能減少兒童性虐待事件」的觀點，並要求大學管理層就其言論處分。艾瑞克·利克（Eric Leake）在專著中分析指，公眾的反應源自沃克把兒童戀者視為人而非計時炸彈，並對他們表示同情的做法，而經常視學術界為敵人的右翼媒體把關注點放在他使用的字詞「兒童戀者」上:56-57、60。此外後者亦指責他把「戀童正常化」。詹姆斯·G·普福斯（James G. Pfaus）在《性行為檔案》上把公眾對這本書的反應視為北美取消文化對性學研究者造成負面影響的其中一項例子。
截至2021年11月25日，要求大學解僱他的網上聯署收到了過萬筆簽名。沃克所屬的學院被塗鴉，其本人亦收到死亡威胁，需武裝衛隊陪同工作。60多名從事相關領域研究的學者向大學發表聯署信，指公眾對書籍內容存有誤解，並認為「即使與常見的假設矛盾」，有關資訊亦應廣泛傳播，讓人能有更全面的知識去保護兒童。沃克和巴爾認同有關爭議源於公眾的誤解。

#### 結果
老道明大學起初擁護沃克，發聲明指自身支持學術自由。但在16日，大學管理層要求沃克辭職，並以安全理由為他安排行政休假。前者認為其研究會損害沃克和校園的安全。其校長布萊恩·漢斐爾（Brian Hemphill）特別提到對大學的暴力威脅。除此之外亦批評沃克在書中採用「兒童戀者」這一名稱，他表示：「[兒童戀者]不應該用以委稱非法、道德上不可接受、具有深遠破壞性的行為」。不過心理學家斯凱·斯蒂芬斯（Skye Stephens）表示行為不應跟性偏好混為一談，同時指出「兒童戀者」在以往的文獻中亦有採用。
該大學跟沃克同月發表聯合聲明，當中寫道沃克的行政休假將維持到其合約完結為止（2022年5月），之後他會辭任。漢斐爾表示，這能讓事件好好地「告一段落」。美聯社於2022年5月的報導指，约翰斯·霍普金斯大学聘用了沃克。